# Mercedes-Benz EQB
Mercedes-Benz EQB (внутрішнє позначення: X243) — спортивний електромобіль від суббренду електромобілів Mercedes-Benz EQ, що виготовляється компанією Mercedes-Benz з 2021 року.

## Опис

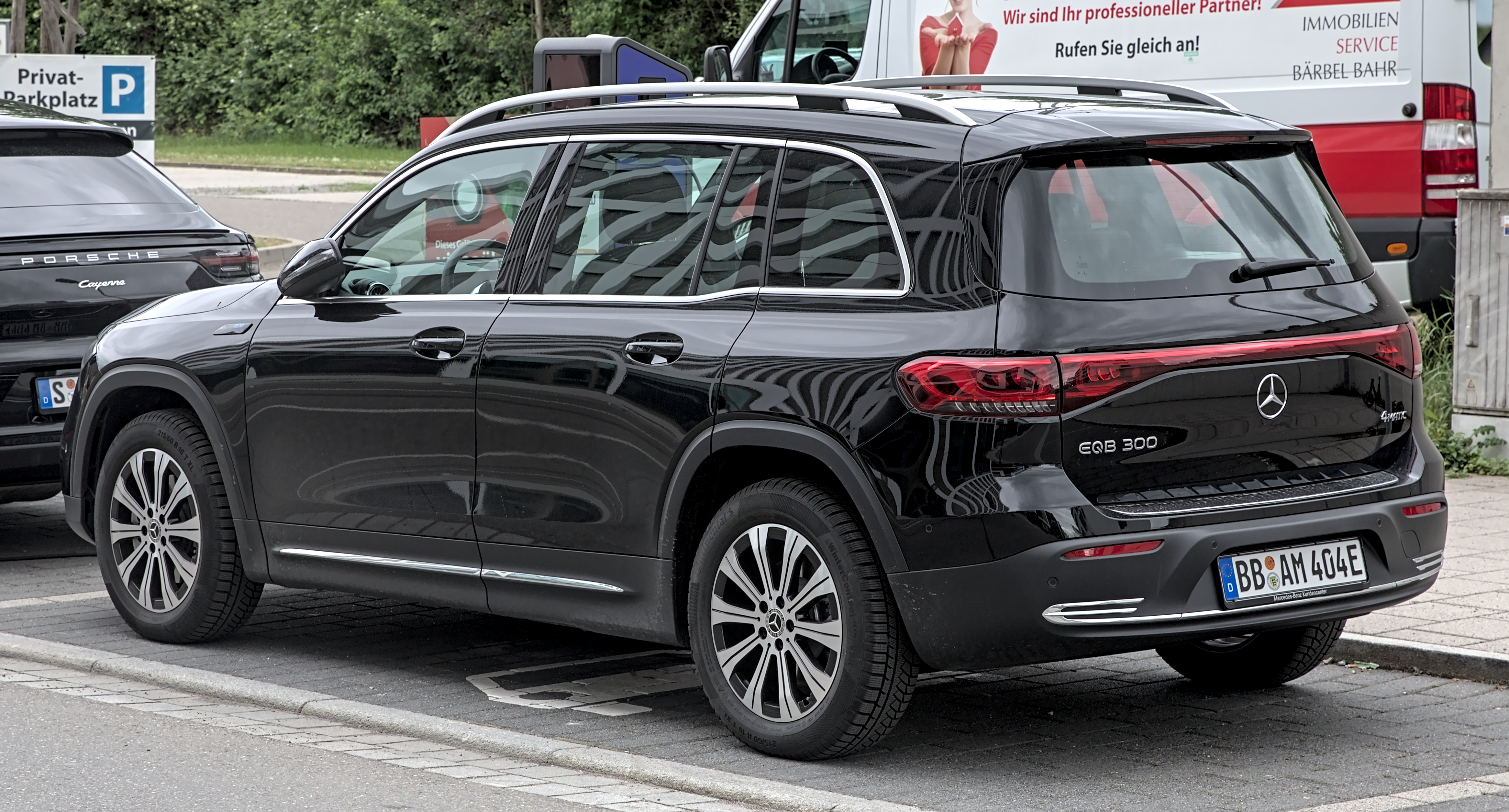
Mercedes-Benz EQB 300 (2021–2023)

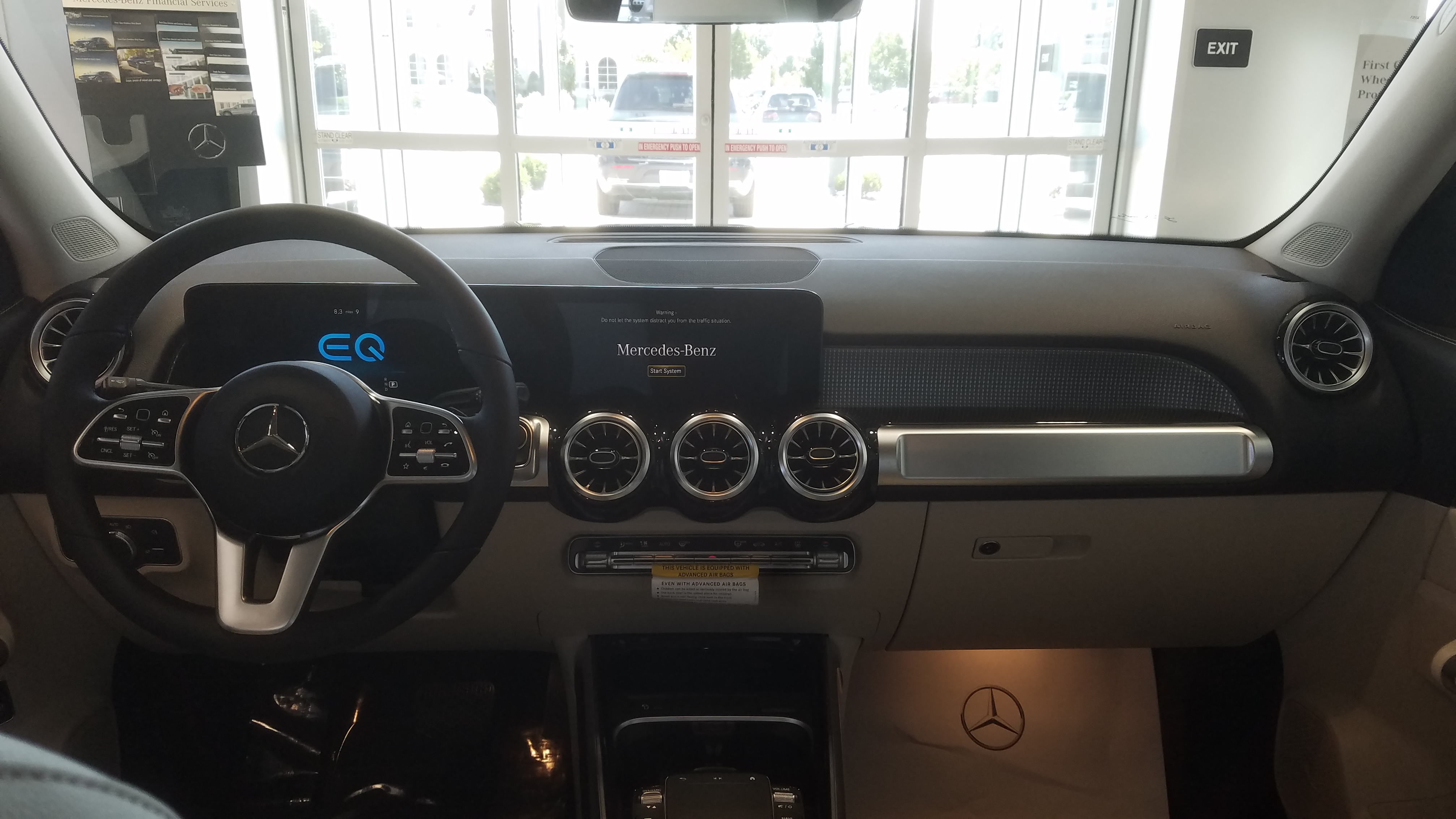

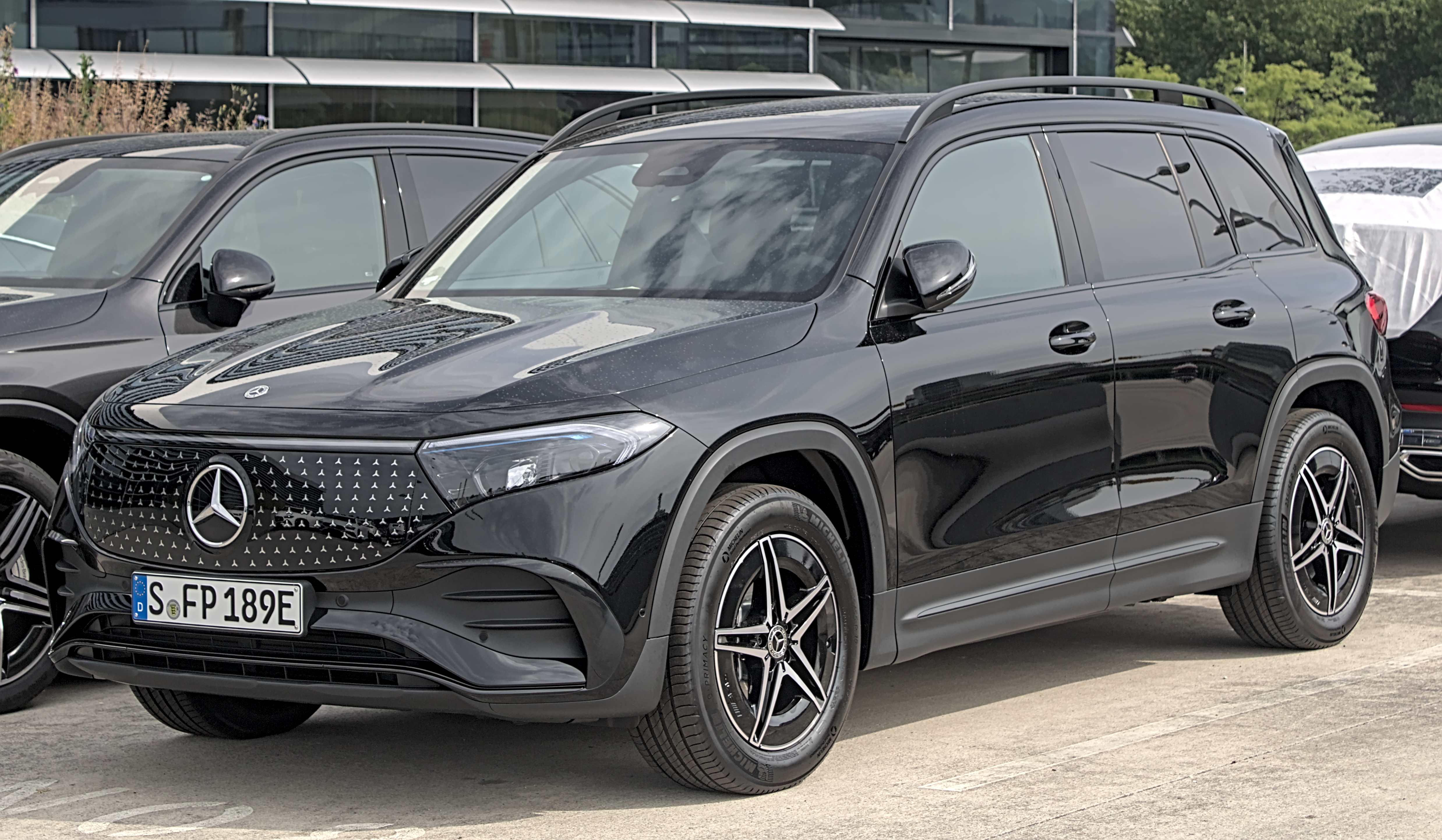
Mercedes-Benz EQB 250+ (з 2023)

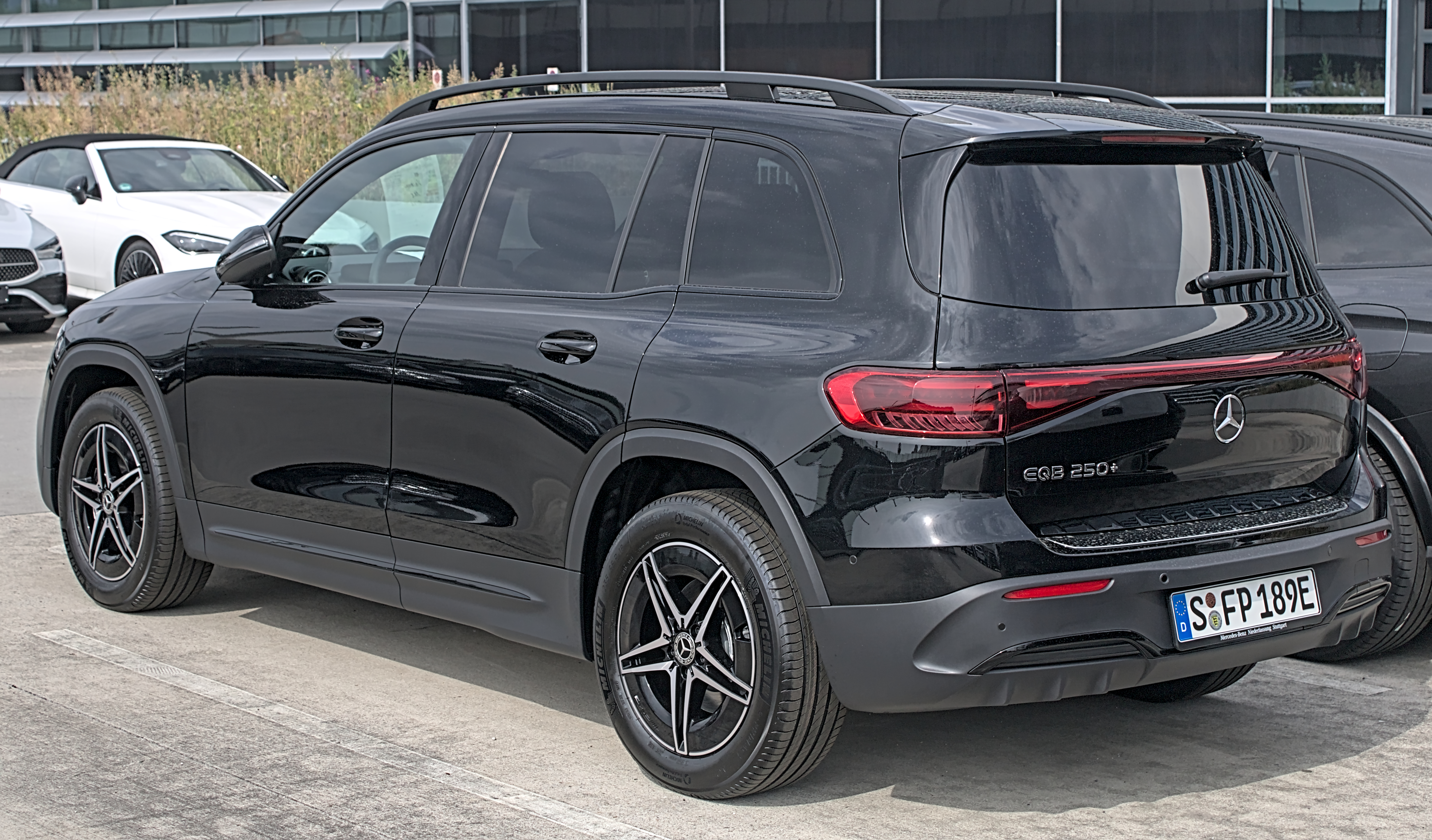
Mercedes-Benz EQB 250+ (з 2023)

Позашляховик був представлений 18 квітня 2021 року з Шанхаю в Інтернеті. Він трохи довший за Mercedes-Benz EQA і має додатковий третій ряд сидінь. Перші автомобілі поставляли в Китаї, в Європу модель прийшла в кінці 2021 року, а в Північну Америку — з 2022 року.
На відміну від сестринських моделей Mercedes-Benz EQA, Mercedes-Benz EQC та Mercedes-Benz EQS, жодного концептуального автомобіля заздалегідь не було представлено (як Concept EQB). Розміри подібні до поточного семимісного спортивного автомобіля серії Mercedes-Benz GLB (X247), який також був представлений як майже серійний концепт Concept GLB у квітні 2019 року на Auto Shanghai та почав продаватись з кінця 2019 року.
Також має вбудований один із найновіших штучних інтелектів - помічників ECO Assist включає навігаційні дані, розпізнавання дорожніх знаків та інформацію з датчиків автомобіля у свою стратегію ефективності. Система враховує будь-які необхідні зупинки для зарядки, а також численні інші фактори, такі як рельєф і погода. Він також здатний реагувати на зміни, наприклад, особистий стиль водіння.

## Модифікації
- EQB 250 190 к. с. 375 Н·м, акумулятор 66,5 кВт·год
- EQB 250+ 190 к. с. 385 Н·м, акумулятор 70,5 кВт·год
- EQB 300 4Matic 228 к. с. 390 Н·м, акумулятор 66,5 кВт·год
- EQB 350 4Matic 292 к. с. 520 Н·м, акумулятор 66,5 кВт·год

## Продажі
| Рік  | США   | Китай |
| ---- | ----- | ----- |
| 2021 |       | 473   |
| 2022 | 1,672 | 3,989 |
| 2023 | 6,673 |       |